# Camille Soccorsi
Camille Soccorsi est un sculpteur et peintre français né à Bourg-Saint-Andéol le 21 octobre 1919 et mort à Tarascon le  25 novembre 2007,.
Il a contribué au renouveau des arts et traditions populaires, notamment de Provence,.

## Biographie

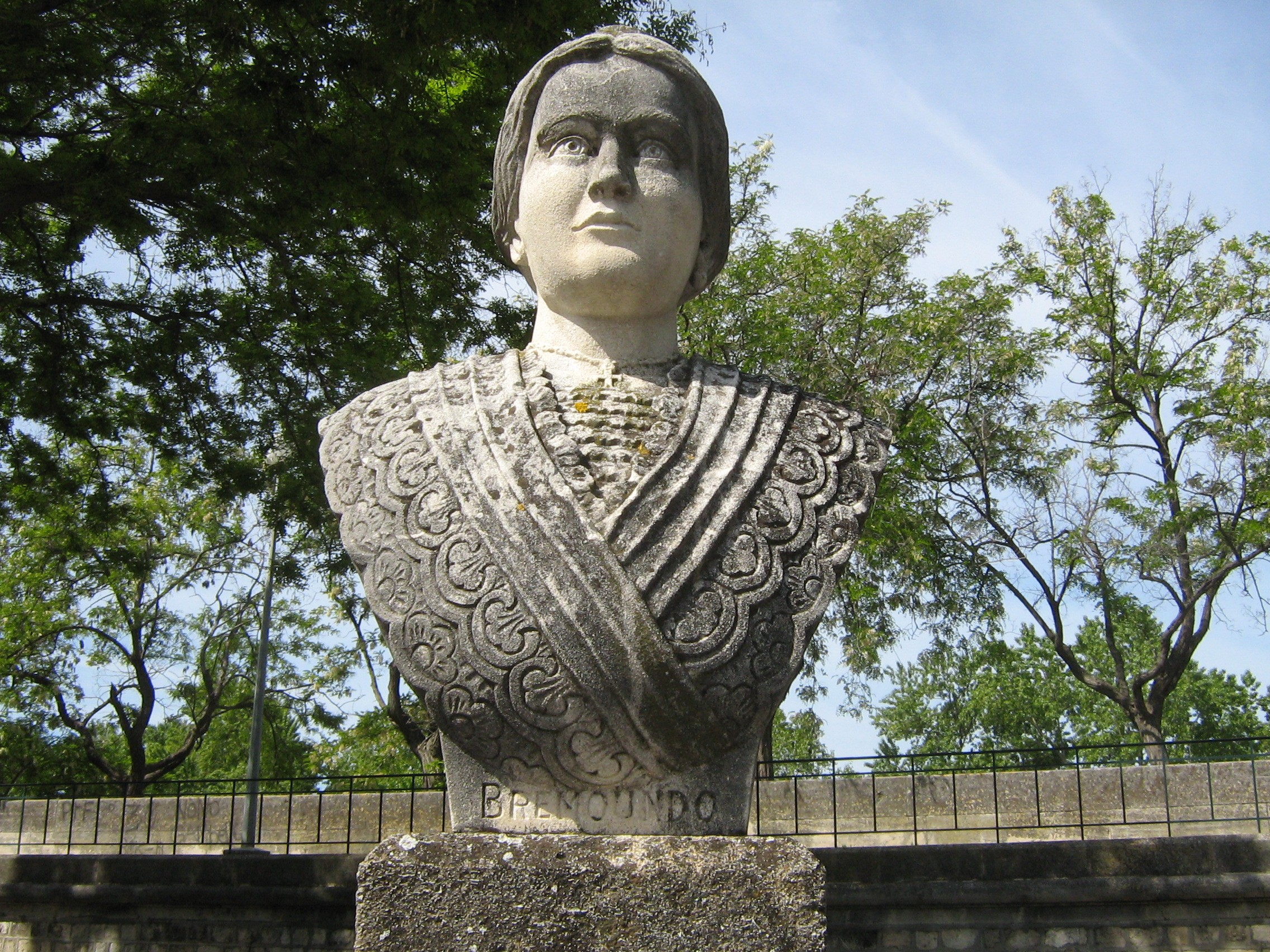
Monument à Alexandrine Brémond (1965), Tarascon, place d’Alexandrine.

Né le 21 octobre 1919, Camille Soccorsi est fils d'immigrés italiens. Il passe son enfance dans l'Ardèche et apprend la sculpture chez le marbrier de Bourg-Saint-Andéol.
Il s'engage à l'adolescence comme mousse et découvre d'autres formes d'art dans le monde en parcourant les mers. Durant la Seconde Guerre mondiale, il s'engage et sera déporté pendant que la maison familiale est bombardée durant son absence.
Après la guerre, il devient sculpteur de métier tout en pratiquant la peinture. Installé à Tarascon et encouragé par son épouse, Angèle, il développe à la fois un intérêt pour  l'art animalier et pour sa région, la Provence dont il perpétue les traditions populaires, tout en réalisant des sculptures ou peintures à thèmes religieux,.
Peu avide d'honneurs, son œuvre peint ou sculpté sera toutefois récompensé aussi bien dans les régions de France et à Paris, et plus loin à Rome (académie Léonard De Vinci) ou à Tokyo,.

## Œuvre

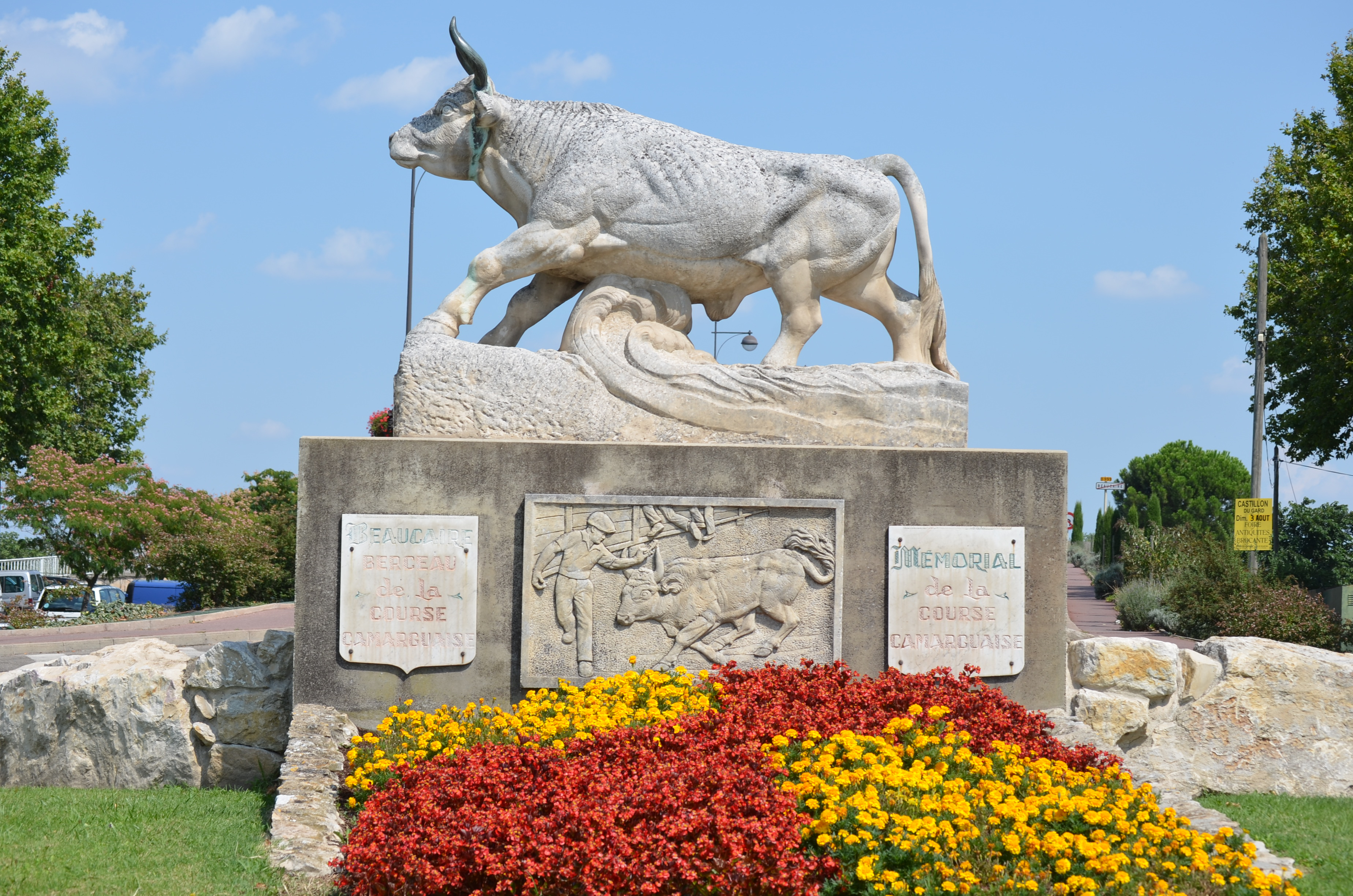
Le Taureau cocardier Clairon (1963), Beaucaire.

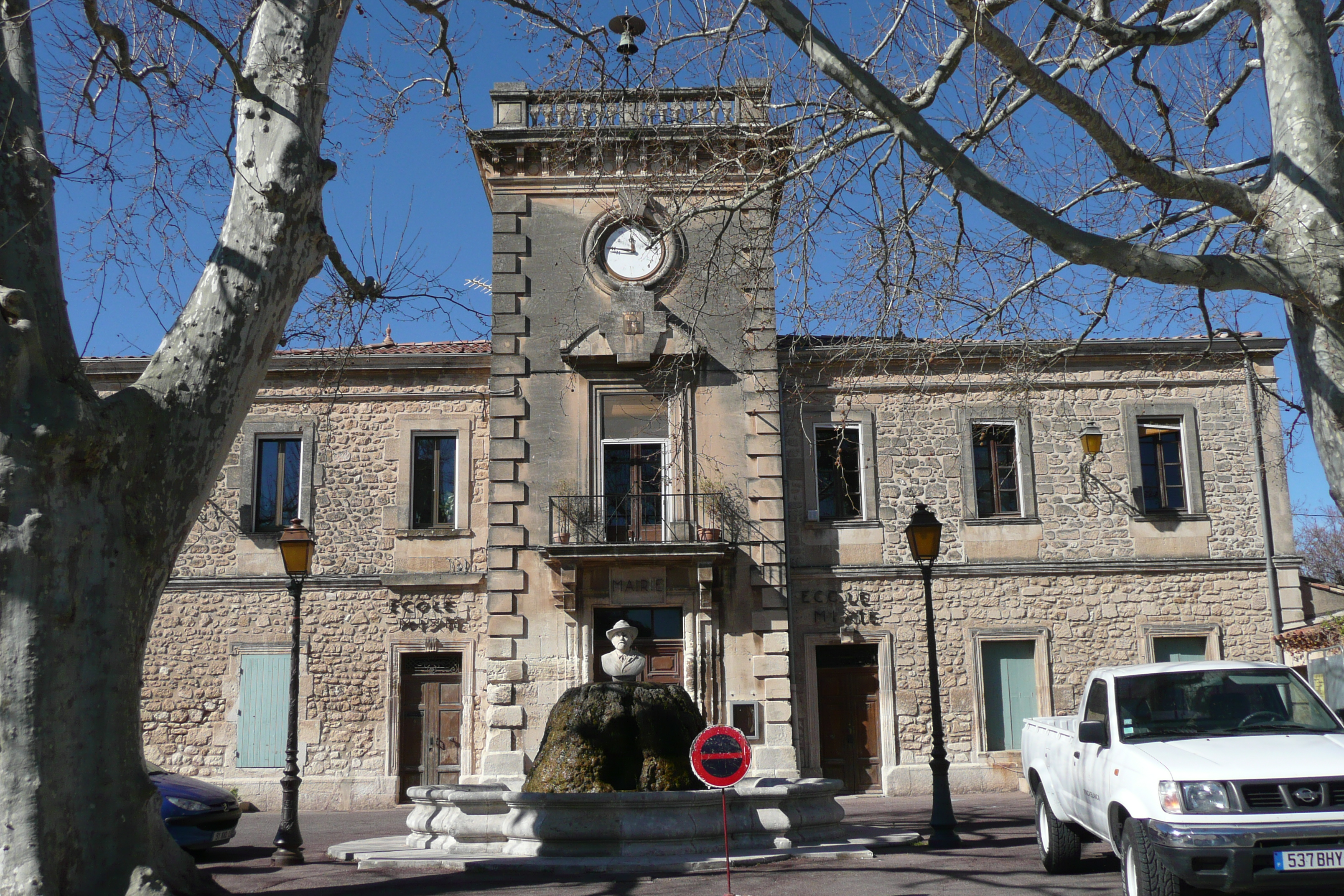
Monument à Charloun Rieu (1965), Paradou.

Ses dessins, peintures et sculptures tournent principalement autour de quatre grand thèmes : l'art forain, la Provence, l'art sacré et la Tarasque.
Il sculpte aussi bien le bois, la pierre ou le marbre, dans des dimensions parfois monumentales,.
Il a réalisé aussi des meubles traditionnels provençaux.
- Décor de style mérovingien dans l'église de Saint-Julien-de-Peyrolas, années 1950.
- Monument à Frédéric Mistral, 1959, buste en pierre, Saint-Maximin[8].
- Le Taureau cocardier Clairon, 1963, statue en pierre et bronze, Beaucaire, quai de la Paix. La statue est dédiée à un célèbre taureau cocardier né en 1920 dans la manade Granon. La sculpture actuelle a été réalisée en 1963 en remplacement du taureau en bronze de 1939 du sculpteur Marcel Courbier (1898-1976), envoyé à la fonte sous le régime de Vichy[9],[10].
- Monument à Alexandrine Brémond, 1965, buste en pierre, place d’Alexandrine à Tarascon. La femme de l'artiste, Angèle Soccorsi, a fait don du dessin original daté de 1958 à la Municipalité de Tarascon en 2010[11],[12].
- Monument à Charloun Rieu, 1965, buste en pierre, mairie de Paradou[13].
- Le Taureau cocardier Goya, 1984, pierre, boulevard Foch à Beaucaire. Restauré en 2011[14],[9].
- Monument au cheval ou Cheval de trait de Mollégès, 1989, pierre, place du Lavoir à Mollégès. Inauguré en 1989, les 20 ans du monument ont donné lieu des festivités locales en 2009[5],[15],[16].
- Chevaux et autre animaux en bois sculpté, destinés aux manèges de foires[5],[17],[18].

## Expositions
- Camille Soccorsi, Un artiste polyvalent, château de Tarascon, du 29 novembre 2008 au 31 janvier 2009[3].
- Hommage à Camille Soccorsi, chapelle Sainte-Anne, Arles, du 3 au 11 janvier 2009[19].
- Camille Soccorsi, ou l'art de réinventer la Tarasque, musée d'Art et d'Histoire de Tarascon, du 24 février au 25 mars 2017[20].